# NGC 4862
NGC 4862 = IC 3999 ist eine Balken-Spiralgalaxie vom Hubble-Typ SBc im Sternbild Jungfrau auf der Ekliptik. Sie ist schätzungsweise 283 Millionen Lichtjahre von der Milchstraße entfernt und hat einen Durchmesser von etwa 90.000 Lj.

Im selben Himmelsareal befinden sich u. a. die Galaxien NGC 4863, NGC 4887, NGC 4899, NGC 4902.
Das Objekt wurde dreimal entdeckt; zuerst am 25. März 1786 von Francis Preserved Leavenworth (Beobachtung geführt als NGC 4862) und wahrscheinlich zeitgleich von Herbert Alonzo Howe ohne eigene Katalogisierung; die dritte Beobachtung von Guillaume Bigourdan am 16. April 1895 wird als IC 3999 geführt.